# Cilinderglas

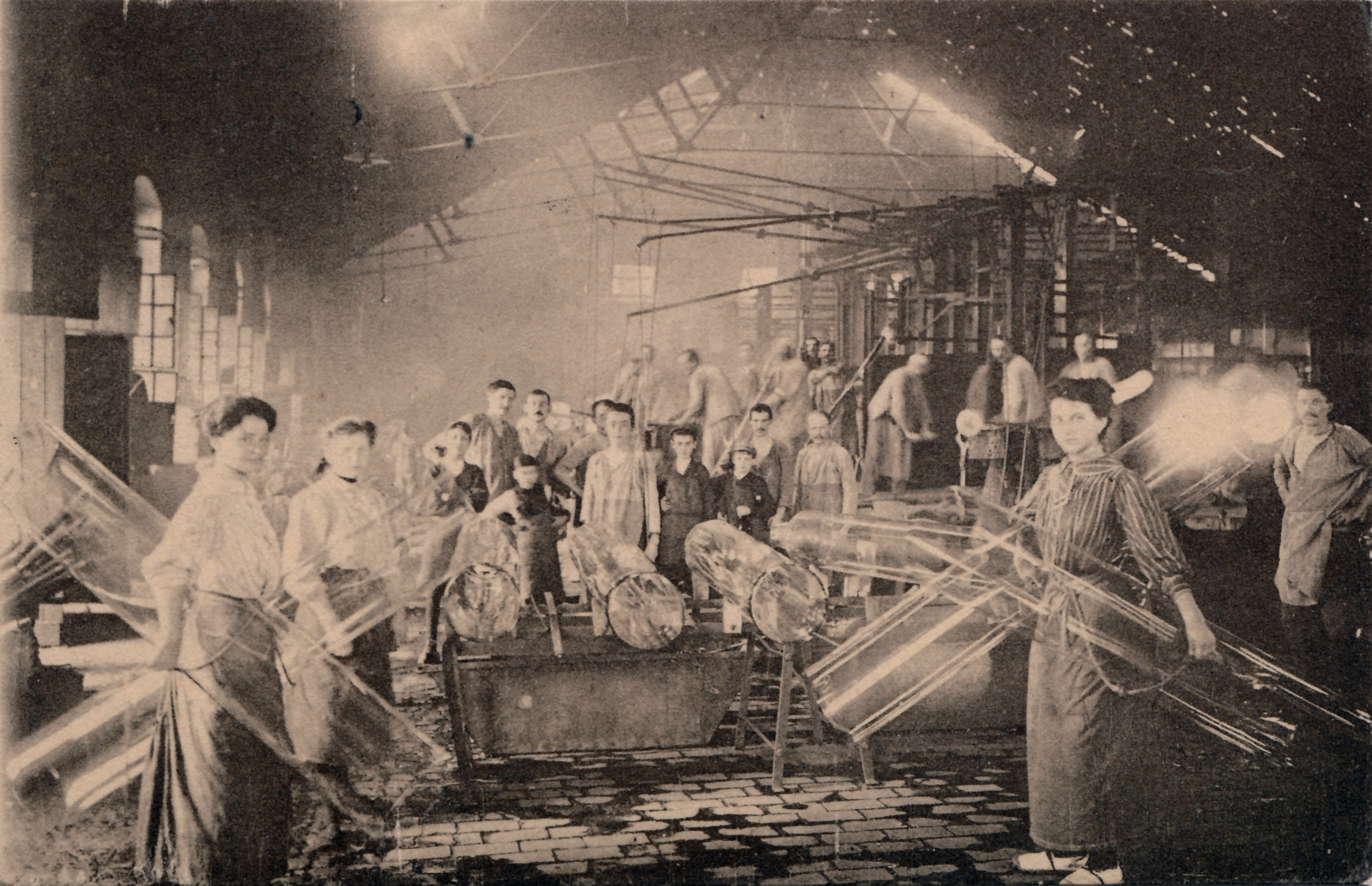
Productieatelier van de "Verrerie du Centre" in Jumet nabij Charleroi in België. Achteraan de ovens en de glasblazers, vooraan de cilinderdraagsters. Ansichtkaart afgestempeld op 2 oktober 1910.

Cilinderglas is vlakglas dat via een bepaalde methode is vervaardigd. Het procedé wordt ook wel de cilindermethode genoemd.
Een grote geblazen glazen fles vormde men via deze methode om tot een cilinder door het af- en opensnijden van glas. Met behulp van een strekoven kon dan uiteindelijk een vlakke glasplaat van wat minder dan een vierkante meter worden vervaardigd. De productiesnelheid lag laag. Een belangrijke toepassing van cilinderglas is (was) in vensters. Karakteristiek bij cilinderglas is dat het niet geheel vlak is en in het oppervlak parallelle strepen lopen. Andere karakteristieken kunnen rechte langwerpige blaasjes in het glas zijn en een mattere zijde van de glasplaat, veroorzaakt door ligging op de bodem van een te hete oven.
Vandaag de dag wordt cilinderglas niet tot nauwelijks meer vervaardigd.